# آرثر ديميسديل
آرثر ديميسديل (بالإنجليزية: Arthur Dimmesdale) هو شخصية وهمية في رواية الحرف القرمزي لناثانيال هوثورن. يدور دور ديميسديل حول قس يرتكب خطيئة الزنا مع هيستر برين وينجب منها طفل غير شرعي اسمها بيرل كما يسعى لاخفاء علاقته معها. تمثل شخصية ديميسديل معتقدات هوثورن الشهيرة التي ة ضعها في الكثير من مؤلفاتها; الذنب والخلاص، الحق والباطل، وغيرها. مرض ديميسديل بسبب الذي جرى بينه وبين هستر ويريد العقوبة لكن يمنعه جبنه من الاعتراف لذى حاول الخروج من وضعه هذا بمعافبة نفسه جسديا ونفسيا. ينتهي به المئال بعد سنوات إلى الاعتراف بما بذنبه أمام الناس وموته امامهم.